# タカネツメクサ
タカネツメクサ（高嶺爪草、学名：Minuartia arctica var. hondoensis）はナデシコ科タカネツメクサ属の多年草。高山植物。

## 特徴
小型の多年草。茎は株状になり、枝はよく分枝し腺毛があり、高さは3-7cmになる。

葉は対生し、針形で、長さは8-15mmになる。

花期は7-8月。花は直径1cmほどで茎先に1個つく。萼は離生し萼片は5個、裂片は線状長楕円形で長さ4-6mmあり、3脈がある。花弁は5個で白色、長さ7-9mmで先端はやや2裂する。果実は蒴果で浅く3裂し、長さは8-10mm。

種子は長さ約1mmの卵状腎形で、平滑。

- 群生するタカネツメクサ
（南アルプス 北岳・2007年8月撮影）
- 飯豊山

## 分布と生育環境
本州中部地方と飯豊山に分布し、高山帯の砂礫地に生育する。

## シノニム
- Arenaria arctica Steven ex Ser. var. hondoensis (Ohwi) H.Hara
- Minuartia hondoensis (Ohwi) Ohwi